# Selektiver Leitungsschutzschalter

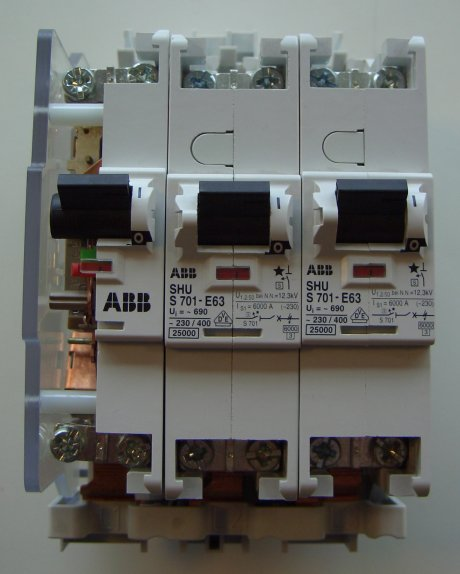
Selektive Leitungsschutzschalter im 3er-Block, der linke hat eine transparente Gehäusehälfte für Lehrzwecke

Ein Selektiver Hauptleitungsschutzschalter (SH-Schalter, SHU-Schalter, nach der Hager-Produktbezeichnung auch SLS) ist ein besonderer Leitungsschutzschalter, der Selektivitätsanforderungen zu vor- und nachgeschalteten Überstromschutzeinrichtungen genügt. Ein SH-Schalter schaltet bei einem Kurzschluss etwas verzögert ab, damit nachgeschaltete Überstromschutzeinrichtungen (Schmelzsicherungen oder normale Leitungsschutzschalter) stets vorher abschalten. Da deren Schaltvermögen für große Kurzschlussströme in niederimpedanten (d. h. starken) Netzen unter Umständen nicht ausreicht, begrenzt der SH-Schalter den Strom sofort, indem er einen strombegrenzenden Widerstand zwischenschaltet.

Dem SH-Schalter vorgeschaltet sind die Hauptsicherungen des Gebäudes im Hausanschlusskasten, heute meist in Form von NH-Sicherungen.
SH-Schalter werden anstelle der früher üblichen Schmelzsicherungen vor den Stromzählern der Verteilnetzbetreiber eingesetzt. In Deutschland war vorgesehen, den SH-Schalter mit den TAB 2000 verbindlich einzuführen. Aufgrund einer Klage gegen die VDEW-Mustervorlage der TAB 2000, § 7.4 (2) und eines vom Gericht vorgeschlagenen und im Dezember 2005 angenommenen Vergleichs, wurde die TAB überarbeitet. Es ist seitdem im netzseitigen Anschlussraum (NAR) des Zählerplatzes eine „selektive Überstromschutzeinrichtung“ vorzusehen, wobei der SH-Schalter nur beispielhaft in Klammern angeführt ist. Es sind also auch andere selektive Lösungen für den Kurzschlussschutz zulässig.
Der SH-Schalter ersetzt in Neuanlagen die früher gebräuchlichen Neozed-Lasttrenner (Linocurschalter), die NH-Sicherungen oder die noch früher verwendeten großen Diazed (letztere beide auch als „Panzersicherungen“ bekannt).
SH-Schalter sind wie andere Leitungsschutzschalter mit einem Kippschalter ausgestattet, durch den die Anlage manuell geschaltet werden kann, ohne spannungsführende Teile wie bei Schmelzsicherungen freizulegen. SH-Schalter ermöglichen so die „laienbedienbare Freischaltmöglichkeit der Kundenanlage“, da sie auch von Personen bedient werden dürfen, die keine Elektrofachkraft sind. Sie können gegen Wiedereinschalten mit einer Plombe versehen werden.
Die Anforderungen für den Selektiven Hauptleitungsschutzschalter werden in der DIN VDE 0641-21:2018-09;VDE 0641-21 beschrieben.

## Aufbau und Funktion
| Selektiver Leitungsschutzschalter mit transparentem Gehäuse für Lehrzwecke, Seitenansicht | Im nebenstehenden Bild bedeuten: 1. Lichtbogen-Löschkammer (1 von 2) 2. Hauptkontakt 25 kA (1 von 2) 3. Betätigungsspule für Hauptkontakte (Hauptstrompfad) 4. Strombegrenzungswiderstand (Nebenstrompfad) 5. thermische Überstromauslösung (Bimetall im Hauptstrompfad) 6. thermische verzögerte Auslösung im Kurzschlussfall (Bimetall im Nebenstrompfad) Der Kontakt zur verzögerten (endgültigen) Abschaltung ist verdeckt. |

Bei Kurzschluss öffnen mittels der Betätigungsspule zunächst sofort die Hauptstromkontakte und der Strom wird mit dem Drahtwiderstand im Nebenstrompfad begrenzt. Nun fließt der Strom durch das schmale Bimetall im Nebenstrompfad und löst nach kurzer Zeit den Schaltmechanismus aus, der einen Kontakt im Nebenstrompfad öffnet. Ist der Kurzschluss bereits innerhalb dieser Zeitspanne beseitigt (z. B. weil die nachgeordneten Leitungsschutzschalter abgeschaltet haben), schließen die Hauptkontakte wieder und es findet keine Auslösung statt. Die thermische Überstromabschaltung findet mit dem (dicken) Bimetall (5) statt, das, wie die Betätigungsspule, vom Strom durchflossen wird.
Manche Modelle schalten erst dann den Hauptstrompfad selbsttätig (wieder) zu, wenn eine Spannung gegen Erde auftritt. Damit wird vermieden, dass beim Einschalten per Hand auf einen Kurzschluss der unbegrenzte Strom fließt. Weiterhin wird dadurch die Strombegrenzung nicht bereits beendet, wenn der Strom unter den Auslösewert sinkt, sondern erst dann, wenn die Spannung am Abgang wiederkehrt.
Es gibt die Auslösecharakteristiken E, Cs (nur Hager) und K (nur ABB), die sich dadurch unterscheiden, dass Cs oder K für höhere Anlaufströme, z. B. von Motoren, geeignet ist.
| Charak- teristik | Verwendung und Bemerkungen | Auslösestrom (Mehrfaches des Nennstroms) | Auslösestrom (Mehrfaches des Nennstroms) | Auslösestrom (Mehrfaches des Nennstroms) |
| Charak- teristik | Verwendung und Bemerkungen | Überlastauslöser (thermisch)             | Kurzschluss- auslöser (magnetisch)       | Kurzschluss- auslöser (magnetisch)       |
| Charak- teristik | Verwendung und Bemerkungen | Überlastauslöser (thermisch)             | AC 50 Hz                                 |                                          |
| ---------------- | -------------------------- | ---------------------------------------- | ---------------------------------------- | ---------------------------------------- |
| Cs               | nur Hager                  | 1,13–1,45 [30 °C, 1 Stunde]              | 6,5–10                                   |                                          |
| E                | nach VDE 0641-21           | 1,05–1,2 [30 °C, 2 Stunden]              | 6,5–06,25                                |                                          |
| K                | nur ABB                    | 1,05–1,2 [30 °C, 2 Stunden]              | 6,8–12                                   |                                          |